# Паисий I (патриарх Константинопольский)
Паисий I (греч. Παΐσιος Α; XVII век — 1688) — патриарх Константинопольский, занимавший пост на протяжении трёх лет (1 августа 1652 — март 1655).
Предшественником патриарха Паисия I был патриарх Кирилл III, а преемником был патриарх Парфений III.

## Биография
До возведения в сан патриарха Паисий I занимал кафедру митрополита Ларисского. Паисий I был избран патриархом в кризисный период для Константинопольской Православной Церкви. Долг патриархата увеличивался, а предстоятелям не удавалось занимать места на кафедре и проводить независимую политику. Положение Паисия I также оказалось неустойчивым. Его право занимать Константинопольскую кафедру одновременно оспаривали три бывших патриарха, находившихся в столице: Афанасий III Пателларий, Кирилл III и Иоанникий II. Как следует из соборного томоса от сентября 1652 года, многие архиереи, прибывавшие в Константинополь, вступали с ними в переговоры и Паисий I видел в этом угрозу для благополучия Церкви.
В послании патриарху Александрийскому Иоанникию Паисий I писал о шаткости своего положения и о том, что он вспоминает примеры более достойных архиереев, которые добровольно оставили престол, но сам не решается на такой шаг и будет стараться исполнить свой патриаршеский долг.
Стремясь упрочить свое положение, Паисий I пошел на суровые меры по отношению к уличенным в общении с бывшими патриархами. Однако эти меры ему не помогли, Паисий I был вынужден оставить кафедру и удалился на остров Халки. После краткосрочных периодов патриаршества Иоанникия II и Кирилла III Паисий I вторично занял Константинопольский престол и предпринял шаги, чтобы в дальнейшем обезопасить себя от угрозы с их стороны.
В декабре 1654 года Паисий I в ответ на просьбу патриарха Никона отправил за своей подписью в Москву послание о порядке богослужения, составленное греческим богословом Мелетием Сиригом.
По распоряжению патриарха Никона русский перевод грамоты был опубликован в «Скрижале», а затем в Служебнике 1658 года. Посредником в отношениях между Паисием I и патриархом Никоном стал Мануил Константинов. Прибыв в Россию в мае 1655 года, уже после повторного отречения Паисия I, Мануил предоставил также телеграмму Паисия I на имя царя Алексея Михайловича.
Паисий I издал ряд документов, касающихся конфликта между Александрийским Патриархатом и монастырём Екатерины великомученицы на Синае относительно статуса синайского подворья в Каире. В этом споре Паисий I встал на сторону патриарха Иоанникия. Он призывал синаитов к примирению с Александрийским Патриархатом как во время первого, так и во время второго патриаршества.
В январе 1672 года Паисий I принял участие в Константинопольском Соборе под председательством патриарха Дионисия IV, посвященном учению о Евхаристии.
Патриарх Паисий I скончался в 1688 году на острове Халки.